# Hoar Cross
Hoar Cross est un village et une paroisse civile du Staffordshire, en Angleterre.